# Cầu Libeň

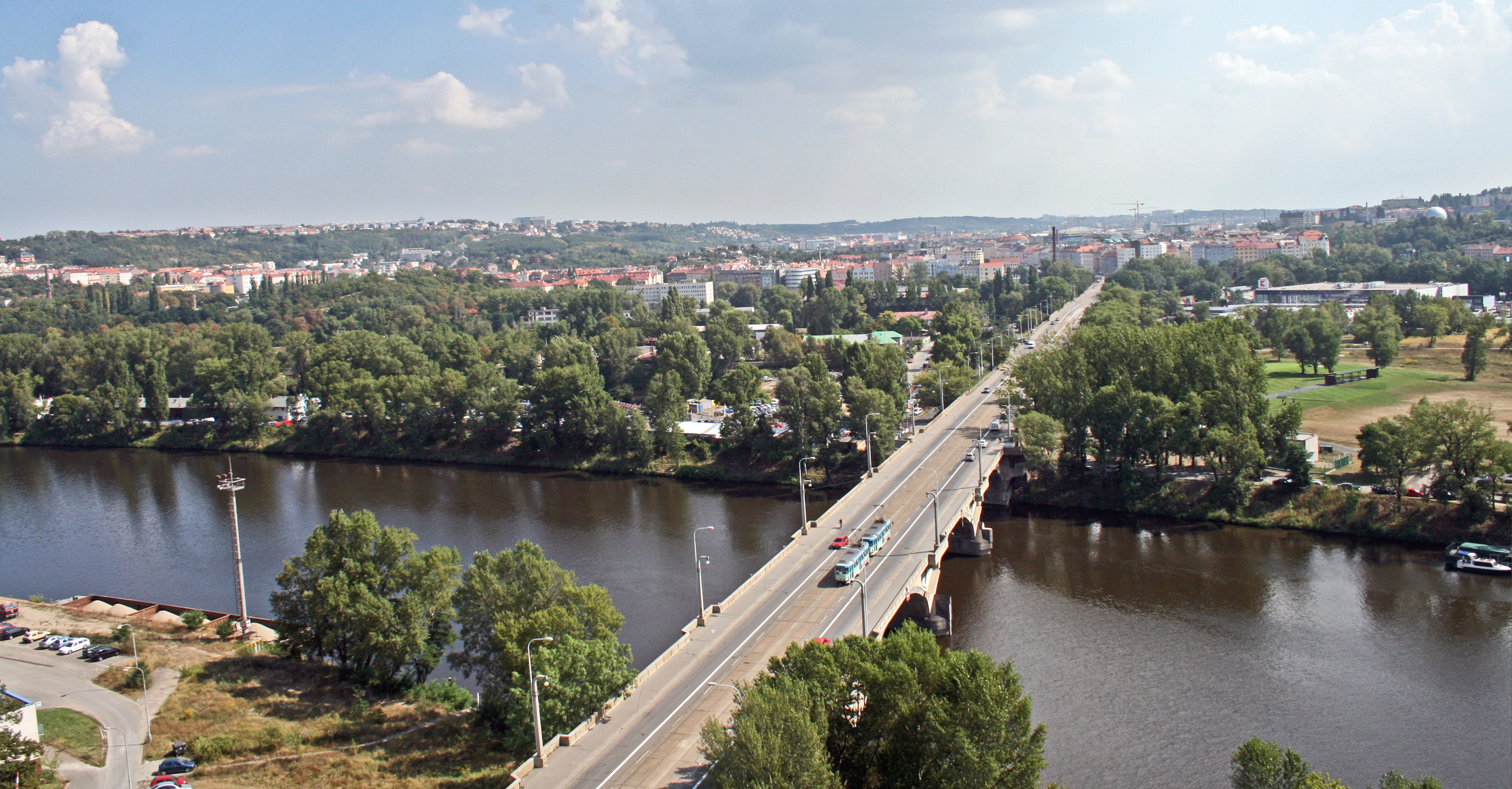
Cầu Libeň ở Praha

Cầu Libeň (tiếng Séc: Libeňský most) là cây cầu bắc qua sông Vltava ở thủ đô Praha, Cộng hòa Séc. Cây cầu nối liền khu phố Holešovice nằm bên trái sông với khu phố Libeň ở phía bên phải sông.

## Kiến trúc
Cầu Libeň dài 370 mét. Nhưng nếu tính cả đoạn dốc về phía Holešovice, cây cầu dài đến 780 mét và là cây cầu dài nhất ở Praha Cây câu rộng 21 mét, bao gồm cả đường xe điện trên cầu.
Cầu được xây dựng bằng bê tông, do hai kiến trúc sư Pavel Janák và František Mencl thiết kế theo phong cách Lập thể. Cây cầu có năm mái vòm với các nhịp từ 28 đến 43 mét. Cầu Libeň được khánh thành vào ngày 29 tháng 4 năm 1928 nhân kỷ niệm 10 năm ngày Tiệp Khắc tồn tại.
Cầu bị hư hỏng nhẹ do trận lụt năm 2002. Đến năm 2016, một nghiên cứu của ČVUT chỉ ra rằng cần sửa chữa cây cầu. Vào ngày 19 tháng 1 năm 2018, Tòa thị chính Praha đã đóng cửa cầu nhằm phục vụ công tác trùng tu. Đến ngày 3 tháng 3 năm 2018, cây cầu được mở cửa trở lại cho xe điện.

## Tên của cây cầu qua các giai đoạn
Tên ban đầu được đề xuất: Cầu Masaryk (Masarykův most), nhằm vinh danh Tomáš Garrigue Masaryk, Tổng thống đầu tiên của Tiệp Khắc.
- 1928-1939: Cầu Libeň (Libeňský most), đặt tên theo khu phố gần cây cầu - khu phố Libeň
- 1939-1940: Cầu Baxa (Baxův most), nhằm vinh danh Karel Baxa, thị trưởng Praha trong những năm 1919-1937
- 1940-1945: Cầu Libeň (Libeňský most), đặt tên theo khu phố gần cây cầu - khu phố Libeň
- 1945-1952: Cầu Baxa
- 1952-1962: Cầu Stalingrad (Stalingradský most), đặt tên theo thành phố Stalingrad (là thành phố Volgograd ngày nay)
- từ năm 1962: Cầu Libeň

## Một số hình ảnh

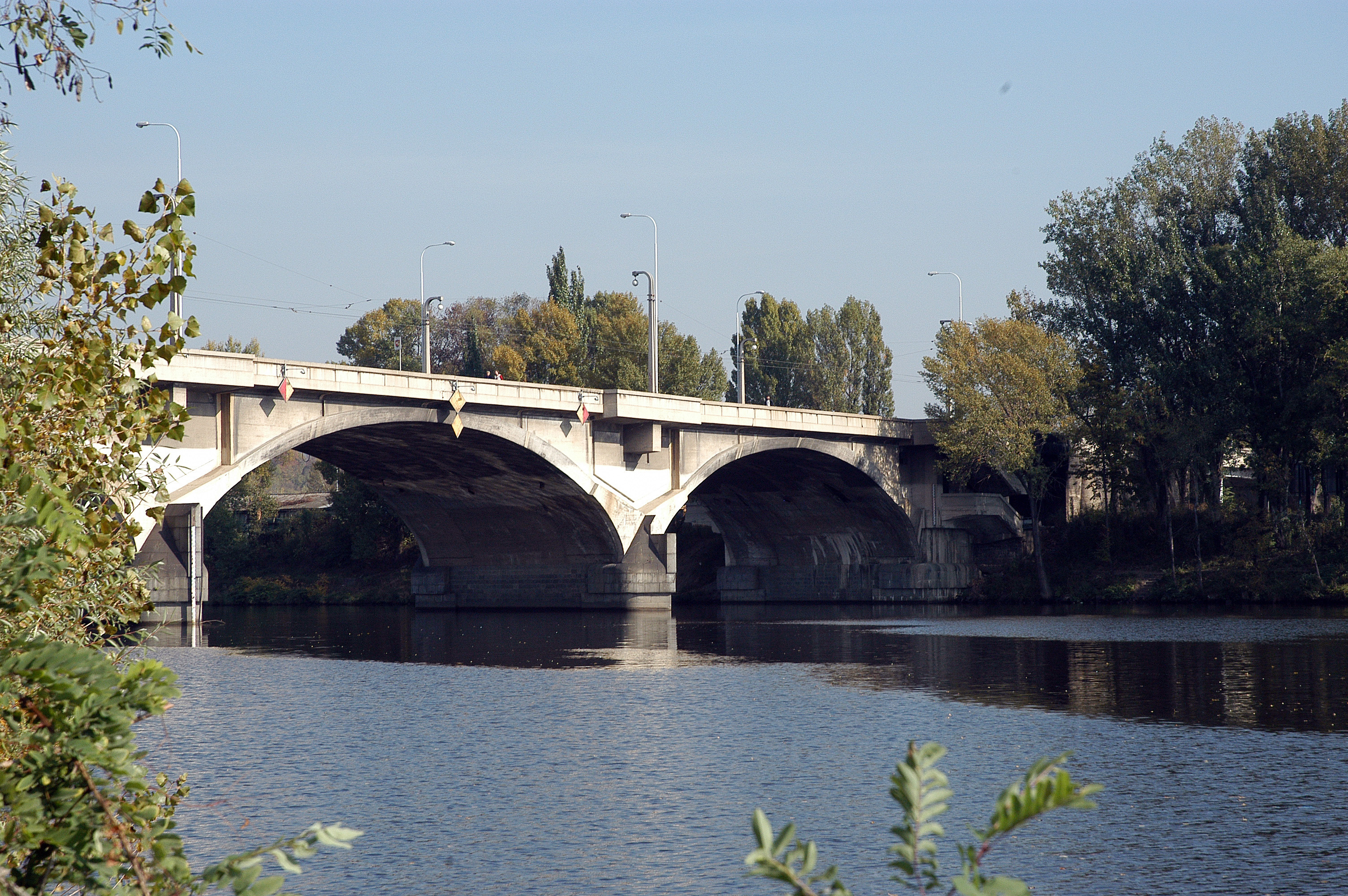
Cầu Libeň nhìn từ sông
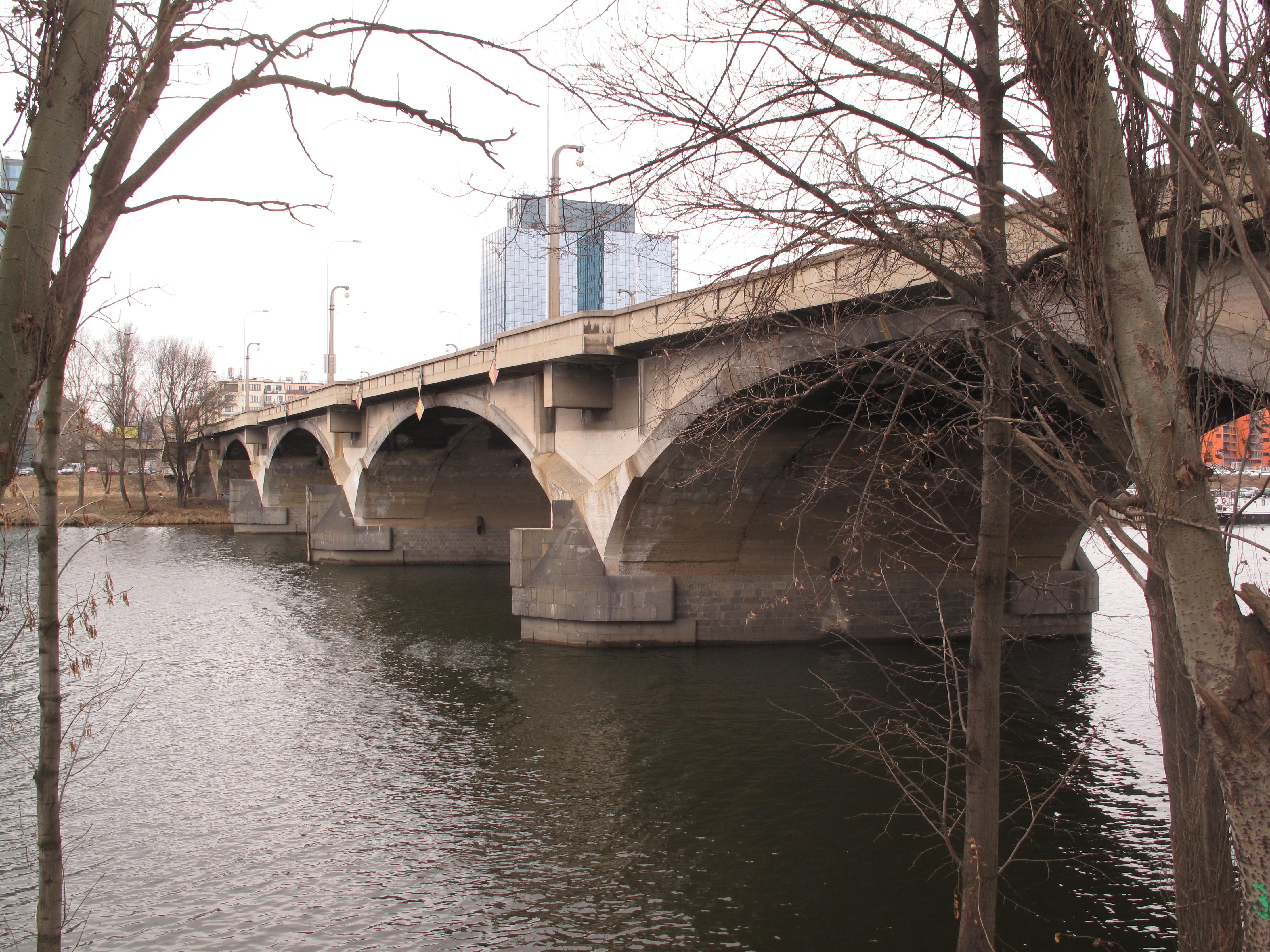
Cầu Libeň bắc qua sông
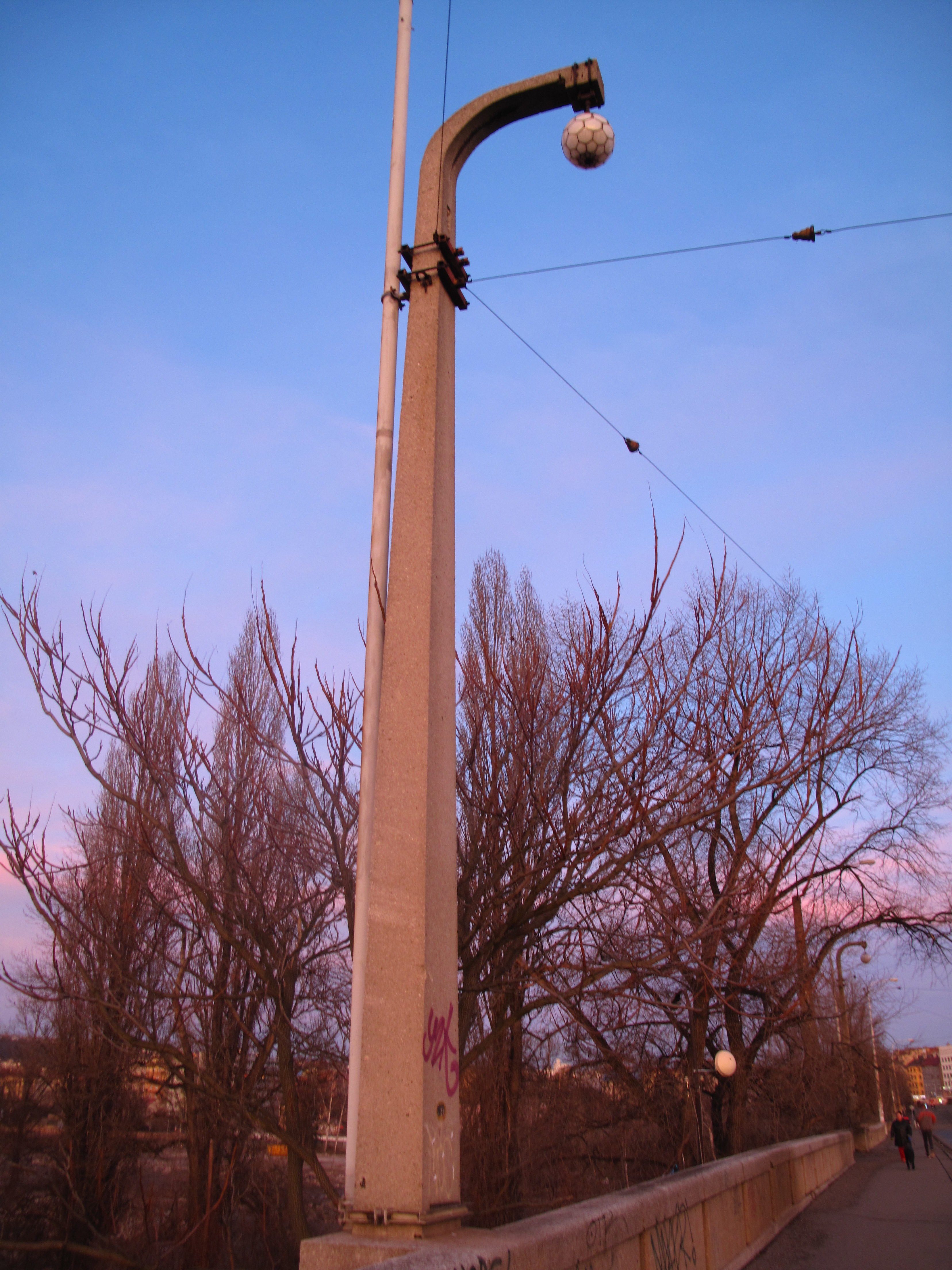
Đèn
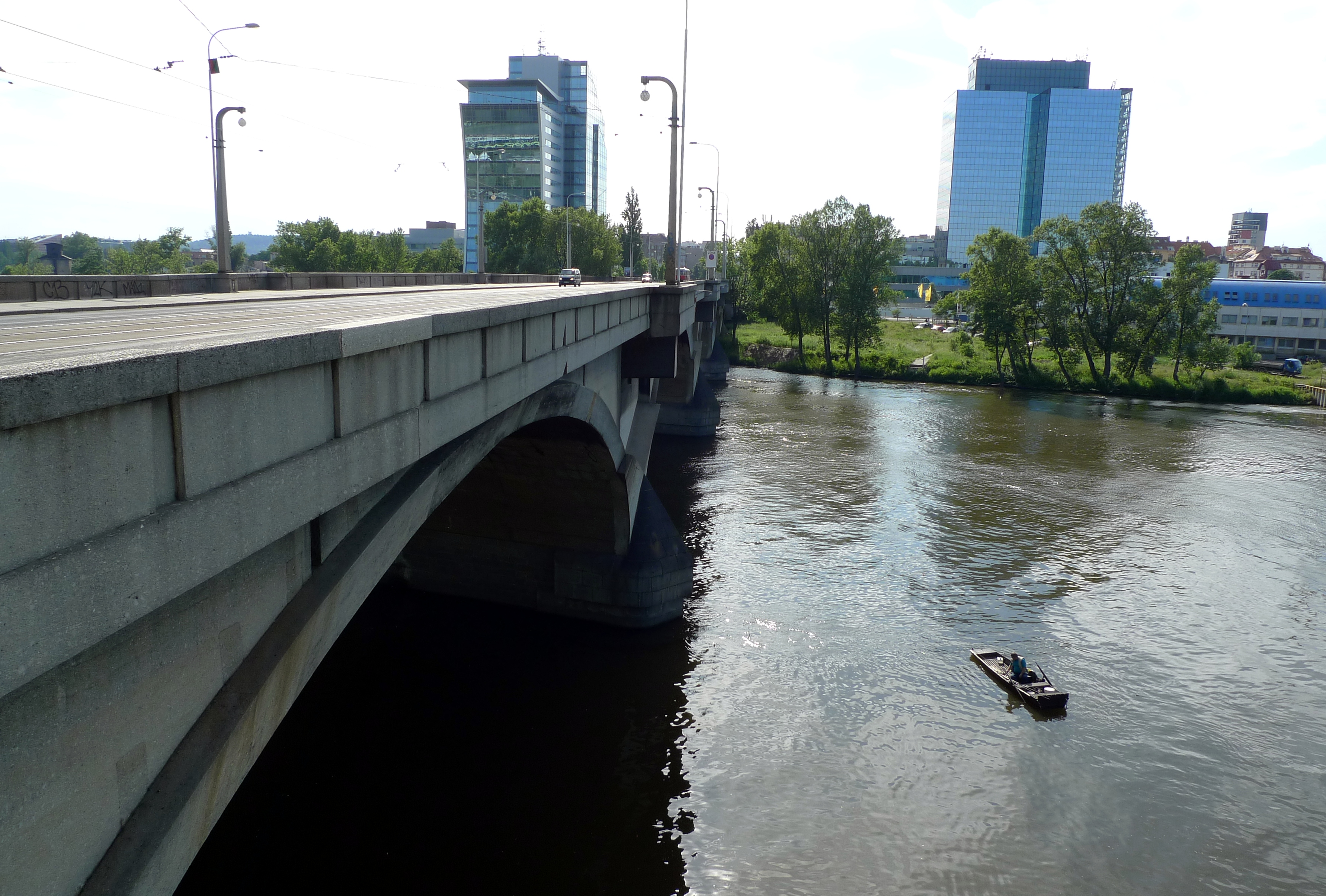
Đường đến Holešovice
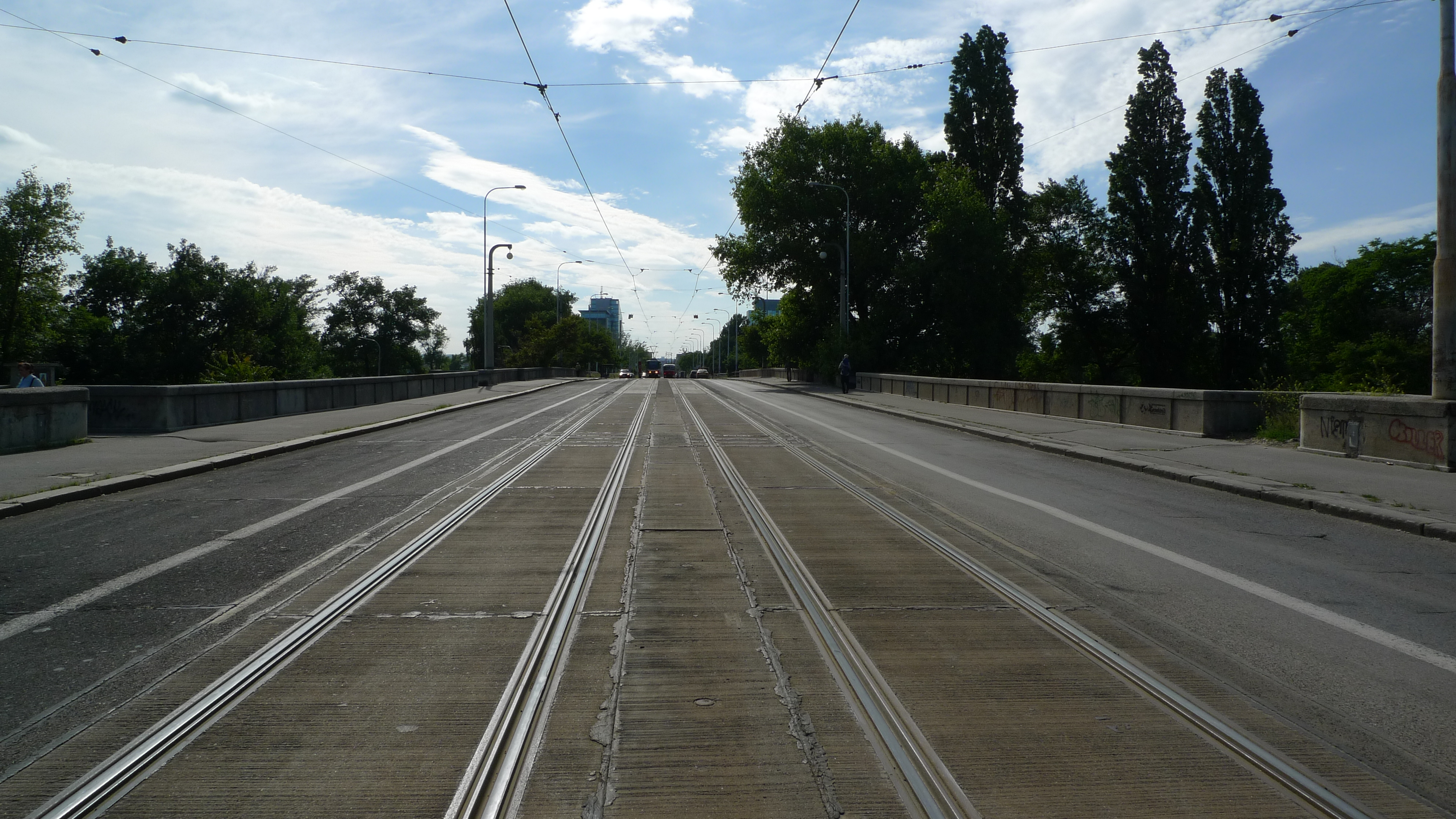
Đường xe điện
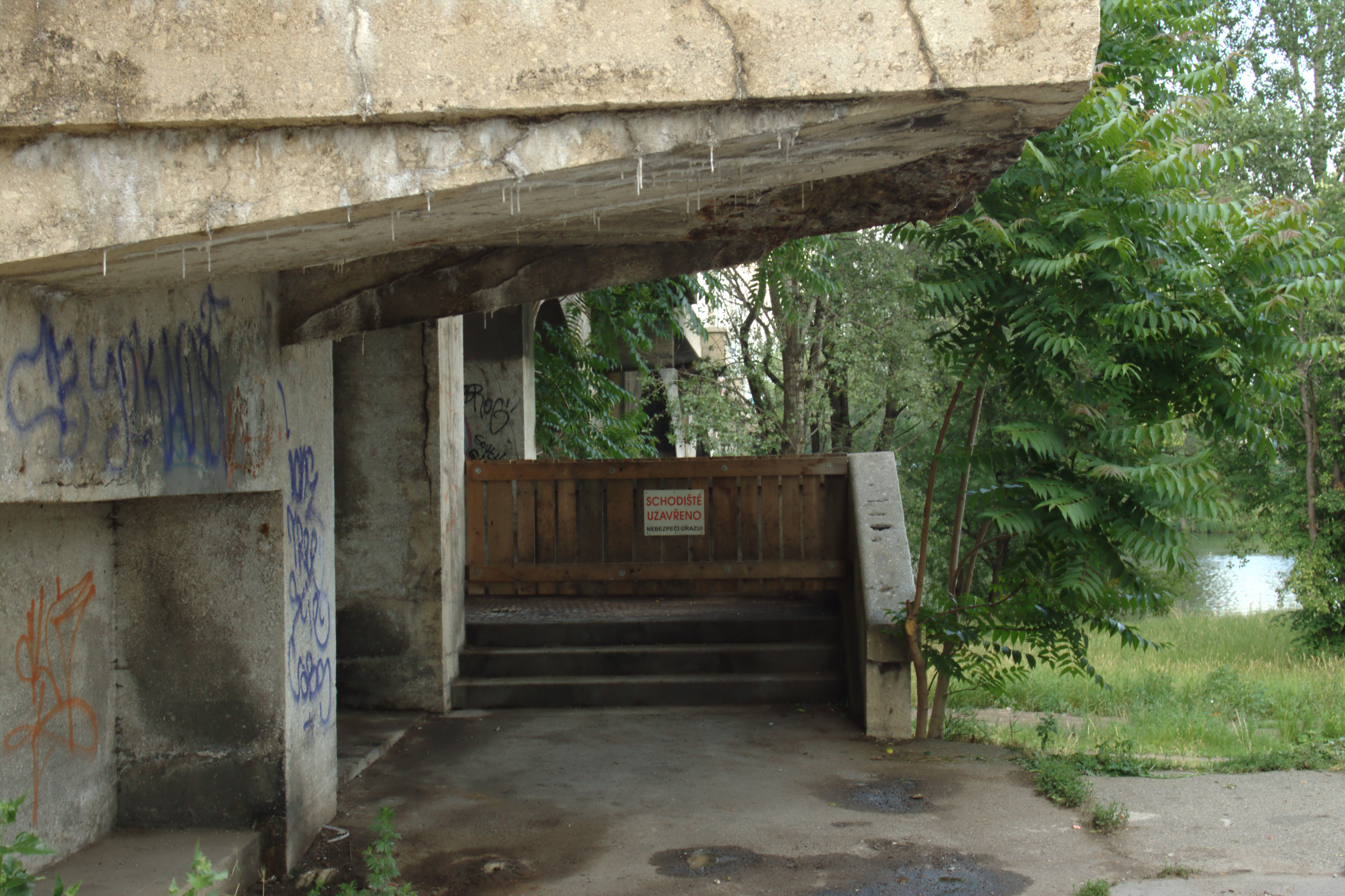
Cầu thang trong tình trạng hoang tàn

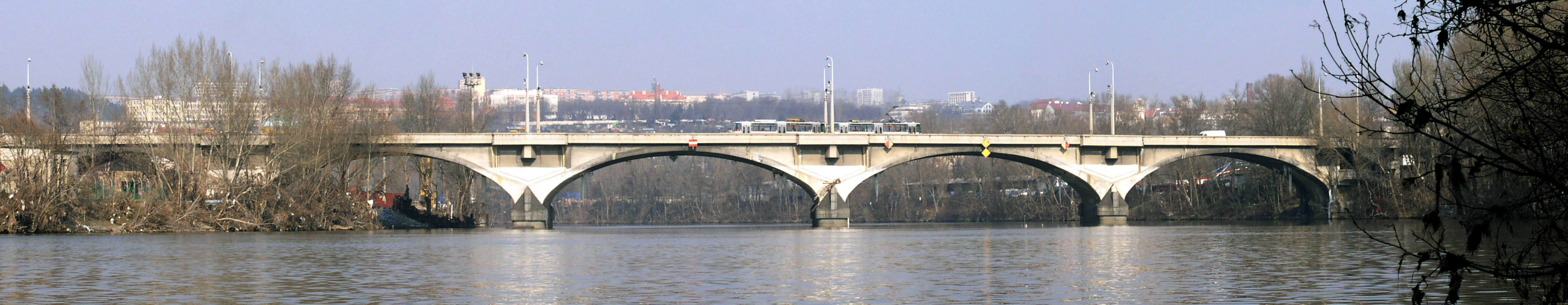
Toàn cảnh cây cầu